# Donohue Highway
Der Donohue Highway ist eine Outbackpiste im Westen des australischen Bundesstaates Queensland. Sie verbindet die Diamantina Developmental Road bei Boulia mit dem Plenty Highway an der Grenze zum Northern Territory und durchquert dabei die nördlichen Ausläufer der Simpsonwüste.
Der Donohue Highway ist auf seiner gesamten Länge Teil des Outback Highways, der 2800 km durch das Zentrum Australiens verläuft.

## Verlauf
Die Straße zweigt etwa 8 km nördlich von Boulia von der Diamantina Developmental Road (D83) Richtung Westen ab. Den Georgina River quert man nach 166 km und erreicht nach weiteren 83 km die Grenze zum Northern Territory bei Tobermorey, einem Ort mit 20 Einwohnern, bereits im Northern Territory gelegen. Von hier führt die Piste als Plenty Highway (S12) weiter Richtung Alice Springs.

## Straßenzustand
Die Strecke ist meist unbefestigt und gekennzeichnet von waschbrettartiger Oberfläche (engl.: corrugations), tiefen Schlaglöchern und feinem, roten Wüstenstaub (engl.: bulldust). Sie wird jedoch weiter ausgebaut, zunächst wurden die Flussquerungen befestigt, 2009 wurden weitere Teile der Straße asphaltiert. Trotz des Ausbaus ist der Track nach starkem Regen oft nicht passierbar.